# 菊池平八郎
菊池 平八郎（きくち へいはちろう）は、江戸時代、水戸藩において代々襲名された名跡である。歴史学者、水戸学者で彰考館総裁も勤めた、菊池南洲平八郎重固、幕末に徳川昭武の渡欧に随行した菊池平八郎為政など、菊池平八郎を襲名した直系の人物のほか、その近親者についても記述する。原則として、人物ごとに項目を分け、各人の知名度、文献での頻出度に従い、姓号名諱、姓名諱の順に示す。

## 菊池南汀平八郎矩
1717年（享保2年） - 1779年（安永8年）
号は南汀、幼名は初之助、初名は方、諱は矩、字は子正。通称は平八郎、平八。
もと鈴木氏、父重吉故あって菊池氏を冒す。母は潮田氏、妻は岡野氏、男子4人。南汀の4代後の子孫、菊池謙二郎は、元の姓は鈴木で7代前より前は不明と述べており、鈴木が二代続いた後が菊池重吉になる。
水戸学では朱舜水－安積澹泊の流れを汲む朱子学系統に属す。早くから直接安積澹泊に学び、澹泊に初之助と呼び捨てにされる。次項、南洲菊池平八郎重固の師で父。
彰考館に入り、
- 1741年（寛保元年）、大日本史の編集に関わる[8]。
- 1767年（明和4年）、班新番、明和8年、大番、翌年、近習番となり、江戸邸で働く[3]。
- 1779年（安永8年）7月15日、没、63歳、小石川常樂院に葬られたとする[3][4]のは誤りで、正しくは、小石川仲町新義眞言宗金剛山常泉院という[9]。水戸市の現常磐共有墓地の「故菊池南汀君墓」は、後世、移されたとものとされる。墓碑は友人長久保玄珠撰[1]。

## 菊池南洲平八郎重固
1751年（宝暦元年） - 1808年（文化5年）。
号は南洲または、紫泉。名または諱は重固（しげかた・じゅうこ）。字は子厚または子原。造酒蔵と称し、通称は平八郎、平八。初め、造酒蔵と称し、後、平八郎に改名ともされる。母、岡野氏。初め鵜飼氏を娶り一女を生み、後根本氏を娶り重旋と一女を生む。
「君性忠厚、沈勇、少語言」の評がある。書及び撃剣を善くす。
- 1751年（宝暦元年）、水戸に生まれ[7]、前項、父、南汀のほか、やはり朱子学派で、藤原惺窩－林羅山の流れを汲む柴野栗山に師事する[12]。
- 1779年（安永8年）彰考館に入る[6]。
- 1797年（寛政9年）藤田幽谷の書を、政庁に坐した藩主徳川治保[13]が、菊池平八に読ませたとされる[14]。
- 1798年（寛政10年）2月25日、第27代彰考館江館総裁、俸禄150石、格通事ニ班ス[11]。通事は後の小姓[15]、班は首班で、子孫の小姓頭取と同じである。江戸詰[16]。所謂御用調役ナル者ハ、文公ノ時始テ置キ、菊池平八郞ヲ以テ之ニ任ズ。然ドモ菊池ハ大抵中奧ニ出入シ、公ノ親書草案ヲ掌リ、嘗テ政府ニ在ラズ。菊池歿スルニ及ビ、其ノ職ヲ廢ス[17]。
- 1799年（寛政11年）5月4日、公子泰之允保右朝傳と為り留主居物頭班[18]。
- 1802年（享和2年）立原萬、菊池平八に与フル書[11]。
- 1804年（文化元年）12月22日致仕、文化5年7月22日没、年58[19]。父南汀の隣に葬られる[4][7]。現水戸市常磐共有墓地の父南汀の墓の隣の「故南州菊池君之墓」は後世、移されたものとされる[1]。「故南州先生掬池君墓碣」とする碑文は岡井興撰[20]。

著作に『鎌倉英勝寺住持職事考』。
- 早稲田大学図書館[21]では「菊池南洲書簡 : 葛波宛」を公開している。葛波が高葛陂かは不明である。
- 東京都立図書館では、[菊池南洲（平八郎）　赤水〔長久保赤水〕 宛書簡] として長久保赤水宛の書簡画像を公開している。

## 菊池平八郎重旋
1782年（天明2年）？ - 1844年（弘化元年）。名は重旋（しげはる）、平八郎、造酒蔵とも称す。号は秋齊。重固の子、重元の父。進物番、書院番組。妣（はは）根本氏。
後の水戸市梅香、菊池慎七郎自宅付近に『天保時代水戸地図』では、鈴木茂？エ門、1831年（天保2年）『水藩画図』1841年（天保12年）『水戸城下絵図』では西に鈴木／ススキ、東に菊池の記載がある。
- 1844年（弘化元年甲辰）4月22日病没、64歳、常磐原（常磐共有墓地）に葬られる[1]。
- 1845年（弘化2年）、前年の鐵五郎の行為に関し「鐵五郎父、菊池造酒蔵」へも申渡しの記録が残る[24]。

妻は西川氏、越前守治好家士西川茂長の娘、重元、重實、齋藤氏を継いだ久敬、重勝、早世した六郎、重徳、早世した女子、布施則正に嫁いだ女子を生む。

## 菊池平八郎重元
1809年（文化6年）？- 1869年（明治2年）。
造酒蔵または造酒造（ママ）。号は道齊。代々150石の家督をうける。重旋の長男、婦人（ママ）小關氏、小納戸役、小姓頭。
- 1846年（弘化2年）3月、菊地重善（爲三郞大番組造酒藏弟）[27]、
- 1849年（嘉永2年）11月29日、菊池造酒蔵　弟爲三郞御尋御免被遊旨大御番如元との記録[27]から、弟為三郎の存在と本人の復権が確認される。また、
- 1852年（嘉永5年）11月の件として、菊池造酒蔵の名が記され[28]、造酒蔵襲名が判る。
- 1858年（安政5年）駒込の菊池平八郎宅の記録[29]がある。
- 1869年（明治2年）4月7日没、61歳[1]。

「道斎菊池君墓」は常磐共有墓地、墓誌は津田信存撰、矢島義容書、子の興の建立。
成人した弟を順に示す。

### 菊池秀助重實
1809年（文化6年）？ - 1837年（天保8年）。
後の鈴木城之助。秀介とも。重實（しげざね）、徳馨（とくけい）と称す。
神道無念流の達人。『回天詩史』に、水府の諸士を諭したる内に義を見て敢て為すは菊池秀介なり、とあるとされる。二十歳頃、藤田東湖等と徳川斉昭を世継ぎとする為、奔走するが、次男の為、格別の恩賞がなく、不平を示し、浪人となる。江戸居住は許され、祖先の姓を取り、鈴木城の助または城之扶と名乗る。誠之助、鈴木城之助、城之扶は条之助とも書く。
- 1831年（天保2年）11月7日、藤田東湖宛の急報を聞き東湖に伝える。この時は菊池秀助[30]。
- 1834年（天保5年）追放され、鈴木城之助と変名、江戸で剣道を修行する[33]。
- 1837年（天保8年）6月1日、生田万の乱に加わり、柏崎の桑名藩陣屋への襲撃で、役人3人を各一刀で絶命させ、5人相手に斬られ死亡[22]。没年は三十歳くらい[22]、三十歳と明記した検死資料[34]もあり、生年は兄の1809年からあまり離れていない。

### 菊池爲三郎重善
1815年（文化12年）? - 1883年（明治16年）。
後、菊池三左衛門。重旋の三男、無念流の達人、水戸藩士として、一家を創設。
橋本左内、中根雪江、高野長英の日記等に名が残る。
- 1839年（天保10年）夏、三条で兄菊池秀助（鈴木城之助）の追善供養を行う[22][25]。
- 1843年（天保13年）10月、弘道館の第一回大試験で武芸出精に付、白銀五枚を賜る[39]。

1845年（弘化2年）紀州徳川家を訪ね、幕府より謹慎処分を受けた徳川斉昭の冤罪を訴えるが、却って反幕府のお尋ね者となる。徳川斉昭は、自分を裏切って藩で実権を握ったと目された結城寅寿の家来、庄兵衛を寝返らせて反逆の証拠を握り、爲三郎に庄兵衛の護衛という密命を与える。推定では、弘化3年、江戸において伊達宗城に、爲三郎の保護を依頼する。
- 1847年（弘化4年）7月、多田慎之助の変名で庄兵衛を連れ[40]宇和島藩へ向かい[42]、8月23日、藩校で稽古を行う[41]。
- 1848年（嘉永元年）宇和島を訪れた高野長英と親しくする[41]。
- 1849年（嘉永2年）3月14日、宗城が重善宛に、忠節を称賛する書状を送る。後、書状は甥の菊池謙二郎所蔵[41]。
- 1854年（安政元年）8月25日、帰参の命があり、9月3日に本人へは兄菊池造酒蔵から通達、翌日報告があったと、9月8日、江戸の宗城が家老宛書簡に記し、為三郎の忠節を称賛する[41]。帰参の命は9月25日ともされる[40]。
- 1856年（安政3年）2月1日、江戸から福井の友人ら宛の書簡に、定府小十人組兼学校武術方となった事を記す。この頃、左内をよく訪れる[36]。
- 1858年（安政5年）中根雪江が、水府藩菊池爲三郎の来訪と、弟で尾藩永井氏養子の永井剛蔵について記す[37]。
- 1859年（安政6年）10月、幕府により、百日押込となる。この時は御徒目付[43]。
- 1860年（安政７年?）復権、菊池三左衛門(爲三郞改名)が郡奉行見習となる[44]。菊池三右衛門とした資料[45]もある。
- 1863年（文久3年）6月、水戸藩士菊池三左衛門重善、鎮派の一人として、諸生30余人と共に太田資始に面会を求める[46]。
- 1868年（慶應4年）7月10日、政府の意向に従い、謹慎となる[44]。
- 1883年（明治16年）青柳村にて死去、享年69歳[25]。1889年（明治22年）靖國神社合祀の菊池三左衛門は維新前殉難者のため別人[47]。

為三郎重善についての文献提供要請に、甥の謙二郎が「祖先自慢を欲せずと例の痼癖を出たして應せざりしも強て迫りし其關係の參考文獻を開展せらるゝ」とした事もあり、子孫等、よく知られてない事項も多い。

### 菊池銀四郎久敬
？ - 1864年（元治元年）。
後の齋藤銀四郎久敬（ひさよし）。無念流の達人で文学もあり、齋藤氏を継ぎ、弘道館の師範となる。水府系纂總目錄には、齋藤金六久長、同總内久吉に続いて銀四郎久敬とある。
- 1843年（天保13年10月）菊池銀四郎として、弘道館の第一回大試験で武芸出精に付、白銀三枚を賜る。後、斎藤銀四郎として長尾理平太の次に弘道館の師範[51]、文館の教職に就く[39]。
- 1845年（弘化2年）3月、齋藤久敬（銀四郎）または齋藤銀四郞（久敬·水戸藩士）等が齊昭雪宛のため、江戸に登り、[52][53][54]老中邸で、斉昭の謹慎解除等を訴えるが、自宅禁固となる[55]。
- 1864年（元治元年）8月22日、天狗党の乱における水戸郊外での戦闘で、水戸軍の齋藤銀四郎戦没[56]、斎藤銀四郎久敬安政年間雪免運動に活躍したがのち市川党。元治元年茨城郡細谷村（現水戸市城東）で戦死[57]。

### 菊池鐵五郎重威
1822年（文政5年）？ - 1868年（明治元年）。
重威（しげたけ）または、菊池五郎衛門重勝、平八郎重旋の五子。種田流槍術に熟練、一家を創設、弘道館教師として俸禄を得る。安政の末、歩士目附、小十人組奥右筆馬廻組大番頭。
- 1845年（弘化2年）4月21日、斉昭の復権運動に関し、降格処分が申渡される[24]。
- 1852年（嘉永5年）1月19日夜、水戸を発つ前の吉田松陰を訪ねる[59]。
- 1868年（明治元年）10月2日、菊池五郎衛門重勝、不明門を守り、砲弾または（弾）丸にあたり死亡、47歳とされ[58][60]、生年は1822年頃である。

### 菊池慎七郎重徳
1826年? - 1896年（明治29年）。後の菊池慎七郎。初め施政、初名は秀吉、剛蔵重徳。永井剛蔵、菊池剛蔵を経て、慎七郎重徳。輿七郎とする資料もある。無念流の達人。七男一女の末子、六男は早世。
武芸出精につき、1854年（安政元年）と翌年に白銀等を賜る。1858年（安政5年）には尾州藩永井家養子の永井剛蔵で、養子の時期が判る。1860年（万延元年）、さらに扶持を賜り水戸への下国に扈従。同年頃、水戸藩士郡司孝介次女、惟孝の妹、萬18歳を妻として水戸藩士となり一家を創設、天王町に住む。1863年（文久3年）、上京に扈従、定供役となる。
弘道館の撃剣の教師に「菊池謙二郞、菊池忠三郞君の父君、菊池剛藏君」がおり、禄高は200石ともいう。天狗党に属す。

長男直一郎、次男謙二郎、三男忠三郎、謙二郎の次男が揚二。
- 1866年（慶応2年11月18日）明け方、借住の神崎町神山繁衛門屋敷で、御徒目付1、押1、諸生60人に捕縛される際、羽織袴に着替え、評定所に連行、御用長屋へ禁錮幽閉され、満3年後、自由の身となる[60][61][64]。
- 1869年（明治2年）水戸藩支藩石岡藩付家老、維新後、同藩大参事となり、石岡に住む[61]。慎七郎に改名[65]、菊池慎七郎穂積重徳を名乗る[66]。菊池剛蔵に改名した海後磋磯之介は別人。
- 1872年（明治5年）辞職、竹原村に、1881年（明治14年）水戸に転居[61]。
- 1889年（明治22年）4月5日、謙二郎の友人、正岡子規らが自宅を訪問[67]。場所は前述の天保期の菊池家と一致する。「案内を乞えば五十許りの翁出で来る。容皃の似かよひたるに仙湖（謙二郎）の親ならん」「座敷」「本箱を三ッ四ッ重ね其ふたに經書軍書など書きたり」「柱には東湖の書を彫りたる竹の柱隠」「母親も出て来られて挨拶あり」等と子規が後に記す。
- 1896年（明治29年）5月、水戸市大坂町、後の梅香[68]の無念流剣道の名家とされる[69]。11月死去[33]。

## 菊池平八郎為政

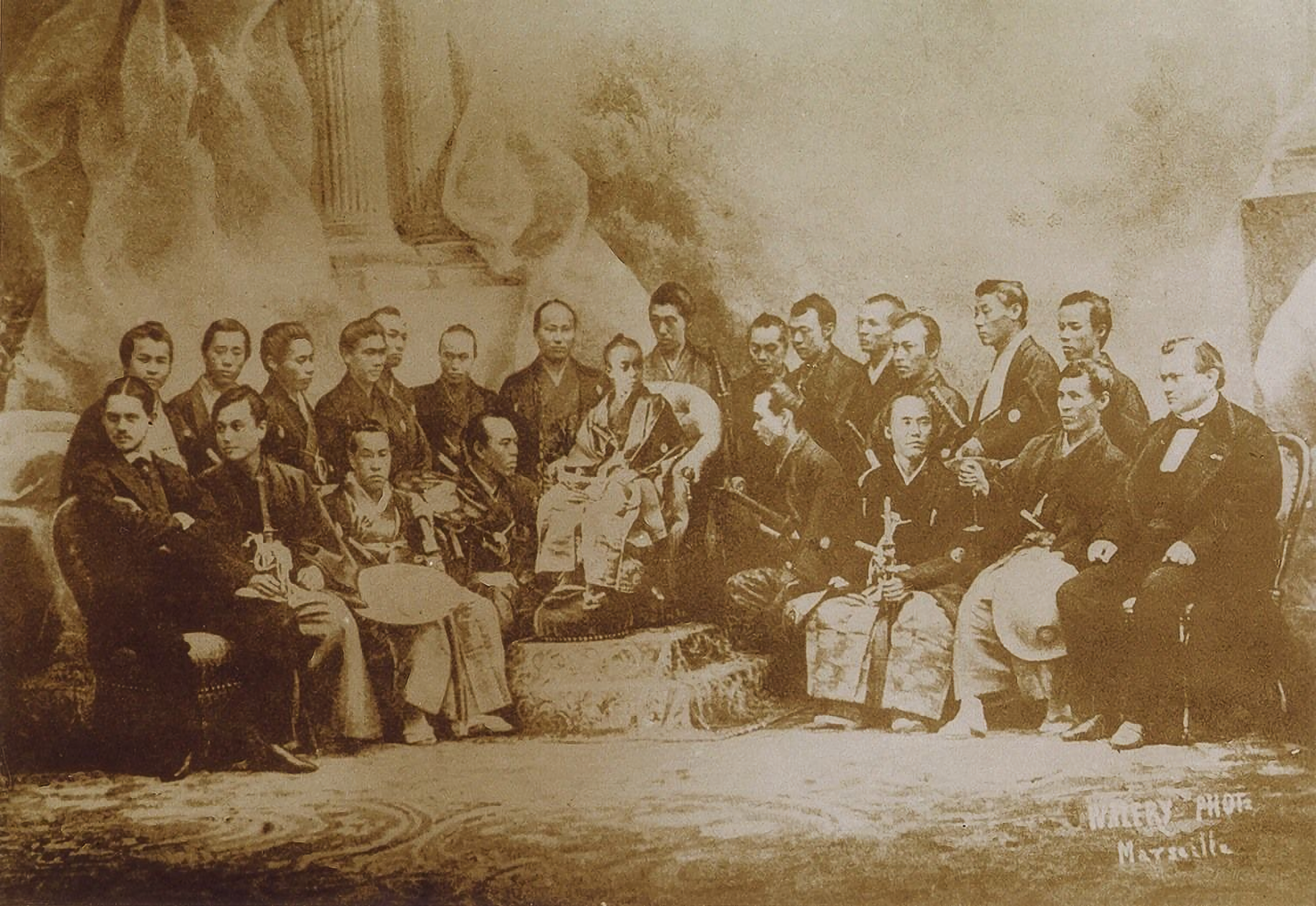
ほぼ中央、画面左を向く横顔の人物が菊池平八郎為政

1839年（天保10年）- 1890年（明治23年）。
諱は為政（ためまさ）。字または名は興、通称平八郎。後の菊池興。重元の子。水府系纂總目錄に、造酒蔵興とあり、興が本来の字／名である事を示す。
幕末、兄徳川慶喜の名代として、ヨーロッパに派遣され、留学した徳川昭武随員の一人。
水戸殿家来本圀寺御附菊池平八郎、本圀寺勢菊池為政（平八郎）、天狗党とされ、菊池謙二郎の父のおい、菊池平八郎（為政、慎七郎のおい）とある。謙二郎は前項、慎七郎の子。
以下、原則として誕生日後の満年齢を示す。
- 1864年（満25歳、元治元年6月23日）菊池平八郎ほか、公子御滞京中各差留達[76]、すでに、重元から平八郎が襲名されていた事を示す。
- 1865年（満26歳、慶應元年7月11日）、菊池平八郎ほか、職務勉励に付、金二分一朱被下、12月28日、小姓頭取菊池平八郎ほかに金二百疋、何れも民部太夫様御附相勤被下[76]。

1867年（満28歳、慶應3年1月3日）昭武随員として、京都発、神戸より幕府軍艦、長鯨丸に乗船、1月9日、横浜着。2月15日（1月11日）、フランス、メッサリーアンペリアル社の飛脚船で横浜発、香港から大型船、スエズから鉄道、アレキサンドリアから船で、
慶應3年2月29日、マルセイユ着。4月5日（3月1日）、当地の写真場で集合写真（前掲）を撮る。昭武に向って右隣、小姓頭取菊池平八郎として太刀を捧げ、大小を帯刀、髷、和装姿で写る。
この時、幕府より大御番格大砲指図役頭取勤方として派遣された木村宗三の六女むらは、後に従弟の謙二郎の妻となる。
5月22日、次の歌を「初めて洋服を着し己が身にさへ恥しく思へる」として詠んだのは12月帰国の別人で、『青天を衝け』では、平八郎が断髪時に詠むが、フランス着の時点で平八郎は月代を剃ってもおらず、史実と異なる演出である。
```
　　　ますかゞみ心を照らせ姿こそかはれど同じ大和魂
```

後、渋沢栄一は、自分の苦難はお附の7人の士ではなく、綱吉という水戸者にあったと語る。
- 1867年9月17日（慶應3年8月20日）昭武のナポレオン三世謁見の儀では、「控席迄」である[78]。

スウェーデン、オランダ、ベルギーを訪れる。
- 1867年12月21日（慶應3年11月26日）小姓4人が病気による帰国願を提出[78]。実情は、洋装し刀を差さぬのであれば、暇を蒙って帰ると言った為で、帰国は12月25日である[79]。翌日、平八郎は昭武の乗馬散策に付添う[78]。

1868年2月15日（慶應4年1月22日）以降、資料によっては、単に「平八郎」とした記述が増える。
この頃、日本からの送金が滞り、あるいは、途絶え、滞在費の不足が現実となった頃、経費削減のため、他の留学生のほか、一行からも大半が帰国、渋沢も、昭武、平八郎等、計5人で長期留学を行う覚悟を持つ。
各自への送金を積立て、滞在費を工面するとの渋沢提案の約定を、最後まで守ったのは「菊池平八郎、三輪端蔵、澁澤篤太夫の三人のみ」。
7、8月頃、先に帰国した二人が水戸から迎えに来て、帰国が決まる。
- 1868年12月3日（満29歳、明治元年）横浜着[83]。1869年1月20日（明治元年11月9日）渋沢栄一と面会[84]。

1869年（満30歳、明治2年）菊池平八郎として、軽鋭隊第二大隊第一二隊長となるが、この後の廃藩に伴い菊池平八郎の名跡襲名も終る。以降、菊池興として、軽鋭隊長、次に砲兵隊長と記録が残る。
この頃、菊池興の居住地は、前述の天保期の菊池家所在地付近、水戸市大坂町である。
- 1875年（満36歳、明治8年）、他の旧水戸藩士と共に、茨城県より1町1反余りの土地の割当を受ける[87]。

パリ滞在中、幕臣と水戸藩士の対立がはげしくなり、水戸藩士7人中5人が帰国、多くの水戸藩士が西欧の知識を得ることなく帰国した中、菊池は最後まで明武の身辺警護に当たり、オランダで酪農を見聞、かつての主君斉昭が造成し牛馬を放牧した桜野牧で県下で嚆矢となる西洋式近代酪農に取り組む。
- 1878年（満39歳、明治11年）大坂町在住、5月、専ら牧畜の業に従事せんと、同志の徒と謀り、水戸市柵町に桃林舎を起す[70]。または、旧藩主らによる牛乳販売のための桃林舎設立に加わる。本人は「特にオランダで牧畜を学んだ」とも記している[89]。
- 1880年7月1日（明治13年）土地が狭く、畜牛の繁殖飼養に不適の為、オランダの方式に倣い、旧藩主が開設、廃藩後は茨城県庁所轄の旧藩士協同拝借を受け、水戸市丹下に牧場を開き、移住[70]。前項、叔父の慎七郎の水戸市大坂町への転居は翌年とある[61]事とよく一致する。10月17日、幹事に次ぐ取締に選任される[90]。

1881年（明治14年）第2回内国勧業博覧会に、菊池興（茅野周蔵）の粉乳の出品記録がある。
- 1890年（満51歳、明治23年）没[70]。

1902年（明治35年）慎七郎の長男、直一郎を、桂太郎が茨城県種畜産状技師並びに初代種畜場長任命を奏し、茨城県の酪農、牧畜への貢献の一部は、直一郎に引き継がれる。